# Mino Pretti
Primino Pretti, detto Mino (Tricerro, 22 aprile 1904 – Vercelli, 24 marzo 1981), è stato un politico italiano.

## Biografia
Nato a Tricerro nel 1904 da Francesco Pretti, conseguì la laurea in giurisprudenza ed esercitò la professione di avvocato a Vercelli. Nella stagione sportiva 1940-1941 fu presidente dell'Unione Sportiva Pro Vercelli.
Combatté nella seconda guerra mondiale come ufficiale addetto al comando artiglieria della 108ª divisione motorizzata "Cosseria"; per il suo ruolo sul fronte russo del Don venne insignito della medaglia di bronzo al valor militare.
Esponente della Democrazia Cristiana, fu a lungo consigliere comunale e per tre volte venne eletto sindaco di Vercelli: una prima volta dal 1949 al 1953 e poi dal 1965 al 1970.
Morì a Vercelli nel marzo 1981.